# Katherine Harris

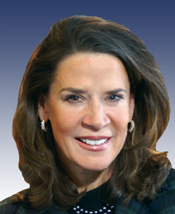
Katherine Harris

Katherine Harris (* 5. April 1957 in Key West, Florida) ist eine US-amerikanische Politikerin der Republikanischen Partei.

## Leben
Harris studierte zunächst an der Universität Complutense Madrid. Nach ihrer Rückkehr aus Spanien erwarb sie 1979 am Agnes Scott College in Decatur den Bachelor of Arts. In der Folge war sie als Immobilienmaklerin tätig. 1996 besuchte sie die Harvard University und schloss dort mit dem Master of Public Administration ab. 
Von 1994 bis 1998 gehörte sie dem Senat von Florida an. Im Jahr 2000 war sie in Florida in der Regierung des Gouverneurs Jeb Bush Secretary of State (vergleichbar dem Amt des Innenministers) und spielte eine wichtige Rolle beim umstrittenen Abbruch der Stimmennachzählung der US-Präsidentschaftswahl 2000 in ihrem Bundesstaat, der wahlentscheidend war. Sie war der letzte gewählte Secretary of State, da diese Kabinettsposition seit einer Verfassungsänderung im Jahre 1998 durch Ernennung besetzt wird.
Von 2003 bis 2007 war sie Mitglied des US-Repräsentantenhauses und vertrat dort den 13. Kongresswahlbezirk des Bundesstaates Florida. Als Kandidatin der Republikaner für die Wahl zum Senat der Vereinigten Staaten 2006 unterlag sie dem demokratischen Mandatsinhaber Bill Nelson.